# Episodi di Io e i miei tre figli (nona stagione)
La nona stagione della serie televisiva Io e i miei tre figli (My Three Sons) è andata in onda negli Stati Uniti dal 28 settembre 1968 al 19 aprile 1969 sulla CBS.
| nº | Titolo originale                | Prima TV USA      | Titolo italiano | Prima TV Italia |
| -- | ------------------------------- | ----------------- | --------------- | --------------- |
| 1  | The Great Pregnancy             | 28 settembre 1968 |                 |                 |
| 2  | Dr. Osborne, M.D.               | 5 ottobre 1968    |                 |                 |
| 3  | Life Begins in Katie            | 12 ottobre 1968   |                 |                 |
| 4  | The Grandfathers                | 19 ottobre 1968   |                 |                 |
| 5  | The Baby Nurse                  | 26 ottobre 1968   |                 |                 |
| 6  | Big Ol' Katie                   | 9 novembre 1968   |                 |                 |
| 7  | My Three Grandsons              | 16 novembre 1968  |                 |                 |
| 8  | Tea for Three                   | 23 novembre 1968  |                 |                 |
| 9  | Back to Earth                   | 30 novembre 1968  |                 |                 |
| 10 | First Night Out                 | 7 dicembre 1968   |                 |                 |
| 11 | Casanova O'Casey                | 14 dicembre 1968  |                 |                 |
| 12 | Expendable Katie                | 21 dicembre 1968  |                 |                 |
| 13 | The New Room                    | 28 dicembre 1968  |                 |                 |
| 14 | The Fountain of Youth           | 4 gennaio 1969    |                 |                 |
| 15 | Three's a Crowd                 | 11 gennaio 1969   |                 |                 |
| 16 | Chip and Debbie                 | 18 gennaio 1969   |                 |                 |
| 17 | What Did You Do Today, Grandpa? | 25 gennaio 1969   |                 |                 |
| 18 | Chip on Wheels                  | 1º febbraio 1969  |                 |                 |
| 19 | Honorable Expectant Grandfather | 8 febbraio 1969   |                 |                 |
| 20 | The Other Woman                 | 15 febbraio 1969  |                 |                 |
| 21 | Goodbye Forever                 | 22 febbraio 1969  |                 |                 |
| 22 | The O'Casey Scandal             | 1º marzo 1969     |                 |                 |
| 23 | Ernie's Pen Pal                 | 8 marzo 1969      |                 |                 |
| 24 | Ernie, the Transmitter          | 15 marzo 1969     |                 |                 |
| 25 | The Matchmakers                 | 22 marzo 1969     |                 |                 |
| 26 | Ernie Is Smitten                | 29 marzo 1969     |                 |                 |
| 27 | Two O'Clock Feeding             | 5 aprile 1969     |                 |                 |
| 28 | Teacher's Pet                   | 19 aprile 1969    |                 |                 |

## The Great Pregnancy
- Prima televisiva: 28 settembre 1968

### Trama
- Guest star: Lindy Davis (Ralph), Kathryn Givney (nonna Collins), Joan Tompkins (Lorraine Miller), Betty Lynn (Janet Dawson), James Victor (postino)

## Dr. Osborne, M.D.
- Prima televisiva: 5 ottobre 1968

### Trama
- Guest star: Kay Cole (Luanne Springer), Robert Crawford Jr. (Todd Springer), Joan Tompkins (Lorraine Miller), Leon Ames (dottor Roy Osborne), Lurene Tuttle (Natalie Corcoran), Ann Marshall (Sarah), Lillian Powell (governante)

## Life Begins in Katie
- Prima televisiva: 12 ottobre 1968

### Trama
- Guest star: Vicki Cos (Margaret Hill), Joan Vohs (Jan Dearing), Butch Patrick (Gordon Dearing)

## The Grandfathers
- Prima televisiva: 19 ottobre 1968

### Trama
- Guest star: Larry Gelman (uomo), Ila Britton (Red Headed Woman), Arthur O'Connell (generale Striker), Betty Lynn (Janet Dawson), Herbert Anderson (maggiore Bowers), Judi Sherven (Susan), Yvonne Fedderson (Linda), Barry Brooks (cameriere)

## The Baby Nurse
- Prima televisiva: 26 ottobre 1968

### Trama
- Guest star: Ann McCrea (Mrs. Masters), Randy Whipple (Carl 'Feeney' Masters), Donna Danton (Mary Hawkins), Robert Broyles (John Hawkins), Ann Marshall (Young Mother)

## Big Ol' Katie
- Prima televisiva: 9 novembre 1968

### Trama
- Guest star: Georgia Schmidt (Minnie), Jim Henaghan (Bryant Colfax), Susan Abbott (Gloria), Leon Ames (dottor Roy Osborne), Barbara Boles (Lisa Colfax), Laura Wood (Clara)

## My Three Grandsons
- Prima televisiva: 16 novembre 1968

### Trama
- Guest star: Chris Graham (caporale), Sarah Selby (Admissions Clerk), Leon Ames (dottor Roy Osborne), Joan Tompkins (Lorraine Miller), Gary Waynesmith (Mr. Evans), Jim Henaghan (Bryant Colfax), Patience Cleveland (infermiera Rogers), Ron Doyle (sergente Nugent), Charles Robinson (Mr. Muller)

## Tea for Three
- Prima televisiva: 23 novembre 1968

### Trama
- Guest star: Margaret Muse (signora), Mimi Gibson (Sorority Girl), Joan Tompkins (Lorraine Miller), Butch Patrick (Gordon Dearing), Jerry Rannow (Mr. Webster), Joan Vohs (Jan Dearing), Sarah Selby (Desk Nurse), Yale Summers (Young Husband), Mittie Lawrence (infermiera), Suzanne Ried (Young Wife)

## Back to Earth
- Prima televisiva: 30 novembre 1968

### Trama
- Guest star: Vince Howard (Wendell Walters)

## First Night Out
- Prima televisiva: 7 dicembre 1968

### Trama
- Guest star: Bill Franklin (Roy), Rose Marie (Genevieve Goodbody), Don Brodie (Henry), Gordon Hodgins (cameriere), Jack Smith (John)

## Casanova O'Casey
- Prima televisiva: 14 dicembre 1968

### Trama
- Guest star: Patience Cleveland (bibliotecario), Lois January (donna), Amzie Strickland (Cora Dennis), Horace McMahon (Joe), Yvonne White (cameriera), Johnny Silver (cliente), Pauline Drake (Susan)

## Expendable Katie
- Prima televisiva: 21 dicembre 1968

### Trama
- Guest star: Jon Walmsley (ragazzo), Flip Mark (Jim), Joan Tompkins (Lorraine Miller), Leon Ames (dottor Roy Osborne), Kevin Brodie (George), Sheldon Collins (Ricky), Stephen McEveety (ragazzo)

## The New Room
- Prima televisiva: 28 dicembre 1968

### Trama
- Guest star: Barry Brooks (Tile Man), Gary Clarke (David Storffman), Ed Begley (Carl Storffmann), Butch Patrick (Gordon Dearing), Ted Fish (Plumber)

## The Fountain of Youth
- Prima televisiva: 4 gennaio 1969

### Trama
- Guest star: Wanda Hendrix (Carol Whiting)

## Three's a Crowd
- Prima televisiva: 11 gennaio 1969

### Trama
- Guest star: Sarah Selby (infermiera), Mimi Dillard (infermiera), Butch Patrick (Gordon Dearing), Maria Grimm (Linda), Gene Benton (Mr. Guthrie), Tracy Stratford (Debbie), Ila Britton (infermiera)

## Chip and Debbie
- Prima televisiva: 18 gennaio 1969

### Trama
- Guest star: Butch Patrick (Gordon Dearing)

## What Did You Do Today, Grandpa?
- Prima televisiva: 25 gennaio 1969

### Trama
- Guest star: Mike Mazurki (Hugo), Charles G. Martin (Chalmers), Anne Jeffreys (Mrs. Carstairs), Henry Hunter (generale Winters), Forrest Compton (maggiore Lodge), Johnny Haymer (Mr. X), Morgan Jones (McAllister), Owen Cunningham (Maitre 'd)

## Chip on Wheels
- Prima televisiva: 1º febbraio 1969

### Trama
- Guest star: David Alan Bailey (ragazzo), Nancy Roth (Marilyn), Kevin Brodie (Wayne), Jeff Burton (Hal)

## Honorable Expectant Grandfather
- Prima televisiva: 8 febbraio 1969

### Trama
- Guest star: Benson Fong (Ray Wong), Brian Fong (Henry Soo), Caroline Barrett (Gloria Soo)

## The Other Woman
- Prima televisiva: 15 febbraio 1969

### Trama
- Guest star: Leslie Michaels (Louise), Barbara Morrison (Mrs. Murdock), Ollie O'Toole (Traffic Department Man)

## Goodbye Forever
- Prima televisiva: 22 febbraio 1969

### Trama
- Guest star: Butch Patrick (Gordon Dearing), Joan Vohs (Jan Dearing), Frank Warren (Moving Man)

## The O'Casey Scandal
- Prima televisiva: 1º marzo 1969

### Trama
- Guest star: Irene Hervey (Beatrice Brady), Claire Wilcox (Janet)

## Ernie's Pen Pal
- Prima televisiva: 8 marzo 1969

### Trama
- Guest star: Francisco Ortega (Consulate Clerk), Tina Menard (Cleaning Lady), Pilar Del Rey (zia Enriquetta), Silvia Marino (Maria De Cordova), Valentin de Vargas (Carlos Oriana), Gil Rogers (ragazzo delle consegne)

## Ernie, the Transmitter
- Prima televisiva: 15 marzo 1969

### Trama
- Guest star: Booth Colman (Mr. Kranzman)

## The Matchmakers
- Prima televisiva: 22 marzo 1969

### Trama
- Guest star: Don DeFore (Harry Palmer), Marcia Mae Jones (madre), Diane Mountford (Laurie Palmer), Ted Eccles (Frankie Palmer), Linda Halliburton (Joan)

## Ernie Is Smitten
- Prima televisiva: 29 marzo 1969

### Trama
- Guest star: Marilyn Hare (Mrs. Avery), Jennifer Edwards (Iris), Julia Benjamin (Margaret Crookshank), Tammy Marihugh (Gloria Crookshank)

## Two O'Clock Feeding
- Prima televisiva: 5 aprile 1969

### Trama
- Guest star: Larry Thor (Jerry), Beverly Lunsford (Betty), Stephen Liss (Shorty Crawford), Kimberly Beck (Susan), Marjorie Stapp (Marge), Johnny Washbrook (Johnny Crawford)

## Teacher's Pet
- Prima televisiva: 19 aprile 1969

### Trama
- Guest star: Randy Meyer (Buckley), Sylvia Sidney (Miss Houk), Lisa Eilbacher (Bunny), Butch Patrick (Gordon Dearing), Randall Meyers (Bucky)